# Liga Internacional de Baloncesto de los Balcanes
Liga Internacional de Baloncesto de los Balcanes (del inglés: Balkan International Basketball League) es una competición internacional de baloncesto creada en 2008 con equipos de las ligas nacionales de los países de los Balcanes e Israel. En la actualidad compiten 10 equipos de 8 países diferentes.

## Historia
La primera edición de este campeonato se produjo en 2008, y participaron 10 equipos divididos en dos grupos, con una fase regular y unos play-offs. La victoria correspondió al Rilski Sportist de la liga búlgara, que derrotó en la final al Feršped Rabotnički de la liga de Macedonia por 84-77.
En la segunda edición participaron 12 equipos, divididos en dos grupos de 6. La victoria final fue para el Levski Sofia, que derrotó en la final al Lovcen Cetinje de Montenegro.

## Palmarés
| 2008-09 | BK Rilski Sportist                    | 84 - 77                               | KK Rabotnički Skopje                  |                                       |                                       |                                       |
| 2009-10 | Levski Sofia                          | 77 - 65                               | Lovcen                                |                                       |                                       |                                       |
| 2010-11 | KK Feni Industries                    | 88 - 75                               | BC Rilski Sportist                    |                                       |                                       |                                       |
| 2011-12 | Gilboa Galil                          | 89 - 84                               | Levski Sofia                          |                                       |                                       |                                       |
| 2012-13 | Gilboa Galil                          | 87 - 79                               | Levski Sofia                          |                                       |                                       |                                       |
| 2013-14 | Levski Sofia                          | 75 - 69                               | Gilboa Galil                          |                                       |                                       |                                       |
| 2014-15 | Sigal Prishtina                       | 74 - 72 80 - 71                       | BC Rilski Sportist                    |                                       |                                       |                                       |
| 2015-16 | Sigal Prishtina                       | 82 - 68 68 - 75                       | KK Mornar Bar                         |                                       |                                       |                                       |
| 2016-17 | BC Beroe                              | 84 - 55 77 - 73                       | KK Kumanovo                           |                                       |                                       |                                       |
| 2017-18 | BC Levski Sofia                       | 83 - 72                               | KB Bashkimi                           |                                       |                                       |                                       |
| 2018-19 | KK Blokotehna                         | 82 - 68                               | BC Teuta                              |                                       |                                       |                                       |
| 2019-20 | Cancelado por la pandemia de COVID-19 | Cancelado por la pandemia de COVID-19 | Cancelado por la pandemia de COVID-19 | Cancelado por la pandemia de COVID-19 | Cancelado por la pandemia de COVID-19 | Cancelado por la pandemia de COVID-19 |
| 2020-21 | Hapoel Holon                          | 91 - 75                               | Academic Plovdiv                      |                                       |                                       |                                       |
| 2021-22 | Hapoel Galil Elyon                    | 86 - 70                               | Maccabi Haifa                         |                                       |                                       |                                       |
| 2022-23 | Hapoel Be'er Sheva/Dimona             | 99 - 95                               | Peja                                  |                                       |                                       |                                       |
| 2023-24 | Sigal Prishtina                       | 99 - 95                               | AEL Limassol B.C.                     |                                       |                                       |                                       |